# Bruno Wartelle
Bruno Wartelle (* 26. August 1971 in Algier, Algerien) ist ein ehemaliger französischer Boxer algerischer Herkunft. Bei den Amateuren wurde er unter anderem 1995 Vizeweltmeister im Leichtgewicht.
Er ist der jüngere Bruder des Boxers Philippe Wartelle, der unter anderem an den Olympischen Spielen 1992 teilnahm.

## Amateurkarriere
Wartelle bestritt im Laufe seiner Karriere 168 Kämpfe mit 147 Siegen. Er wurde 1991 und 1994 Französischer Meister und gewann 1991 jeweils Silber bei den Mittelmeerspielen und der Militär-Weltmeisterschaft in Aarhus, wobei ihm auch ein Sieg gegen den späteren olympischen Silbermedaillengewinner Tontscho Tontschew gelang. Zudem war er jeweils Bronzemedaillengewinner der Mittelmeerspiele 1993, der Goodwill Games 1994 in Sankt Petersburg und des Weltcups 1994 in Bangkok. Er siegte dabei unter anderem gegen den späteren olympischen Bronzemedaillengewinner Terrance Cauthen und den dreifachen Olympiateilnehmer Romeo Brin. Darüber hinaus vertrat er Frankreich bei der Europameisterschaft 1989 und 1996, sowie der Weltmeisterschaft 1991 und 1993.
1995 unterlag er bei der Weltmeisterschaft in Berlin erst im Finale gegen Leonard Doroftei und wurde Vizeweltmeister. Trotz dieses Erfolges wurde Wartelle jedoch vom französischen Boxverband nicht für die Olympischen Spiele 1996 in Atlanta nominiert, worauf er in das Profilager wechselte.

## Profikarriere
Wartelle bestritt seine Profikarriere beim Avia Club Boxe in Issy-les-Moulineaux und wurde von Jean-Christophe Courrèges betreut. Von November 1996 bis Oktober 2001 bestritt er 29 Profikämpfe mit 25 Siegen, davon 14 in den Vereinigten Staaten. Er wurde im Februar 1999 WBC-International Champion im Leichtgewicht und konnte den Titel dreimal verteidigen. 
Seinen letzten Kampf bestritt er am 20. Oktober 2001 um den EBU-Europameistertitel im Leichtgewicht und verlor gegen Stefano Zoff.

## Sonstiges
2012 wurde er stellvertretender Direktor des Sportamtes der Stadt Issy-Les-Moulineaux. Zudem wurde er Boxtrainer im Avia Club Boxe und ist im Ratings Committee des Profiboxverbandes IBA.